# RS-529
Pour les articles homonymes, voir Route 529.
La RS 529 est une route locale du Sud-Ouest de l'État du Rio Grande do Sul qui relie la BR-472, sur le territoire de la municipalité d'Itaqui, à la RS-176, sur la même commune. Elle dessert Itaqui, Maçambara et Alegrete, et est longue de 93 km.